# Михайло Данилович Острозький
Михайло Острозький (? — 12 серпня 1399) — князь, державний та політичний діяч князівства Волинського та Великого князівства Литовського.

## Родовід
Походив зі знатного українського роду князів Острозьких. Син Данила Острозького, князя холмського, та його дружини Василиси. Про дату народження нічого невідомо.

## Життєпис
Після смерті батька разом з братами розділив спадщину Острозьких. Разом зі старшим братом Юрієм у 1376—1377 роках брав участь у боротьбі великого князя Любарта-Дмитра проти Людовика, короля Польщі та Угорщини, що намагався підкорити Велике князівство Волинське. Після смерті або загибелі брата Юрія Острозького князівство Холмське було конфісковано королем Польщі.
У 1383 році Михайло після смерті короля Людовика I зумів відновити владу роду в Холмському князівстві. Він вірно став служити сину Любарта-Дмитра — Федору. У 1386 році разом з братом Федором визнав зверхність Владислава Ягайла як короля Польщі та великого князя Литовського. Незважаючи на це у 1387 році останній відняв у Михайло Острозького князівство Холмське. Причини цього достеменно невідомі.
Про період з 1387 до 1397 року про діяльність Михайло Острозького практично нічого невідомо. Можливо став союзником великого князя Вітовта. У 1398 році приєднався до походу цього володаря проти Золотої Орди. 12 серпня 1399 року брав участь у битві на річці Ворсклі, в які військо Вітовта зазнало поразки, а Михайло разом з братом Дмитром та небожем Іваном Юрійовичем Острозькими загинув.